# 鑓水速太
鑓水 速太（やりみず はやた、1908年4月14日 - 2017年9月10日）は日本の政治家。浮羽町長（6期）を務めた。

## 経歴
1908年4月14日、福岡県浮羽郡浮羽町（現うきは市）に生まれる。1935年、福岡師範学校（現福岡教育大学）専攻科卒業。1941年3月、文部省師範学校中学校高等女学校教員検定試験日本史東洋史に合格し、1942年1月より、福岡県学務部社会教育課兼学務課勤務となった。その後、三井地方事務所教育課長、教育庁三井出張所長、糟屋出張所長、福岡県教育委員会社会教育課長を歴任し、1963年8月に福岡県国民健康保険課長在職時に退職した。1969年12月、浮羽町長に無投票で初当選した。1981年11月21日、無投票で6選を果たした。1993年6月28日、町議会で高齢を理由に今期限りでの引退を表明した。1993年12月24日、任期満了で退任した。2017年9月10日に死去した。死去後の同年9月15日、福岡県内最高齢男性として発表されている。

## 栄典
- 1994年 - 勲四等旭日小綬章[10]